# Parila (Haapsalu)
Koordinaten: 58° 52′ N, 23° 37′ O
Parila (deutsch Pargel) ist ein Dorf (estnisch küla) in der Stadtgemeinde Haapsalu (bis 2017: Landgemeinde Ridala) im Kreis Lääne in Estland.
Der Ort hat sechs Einwohner (Stand 31. Dezember 2011). Er liegt sechs Kilometer südöstlich der Kernstadt Haapsalu.